# Санта-Изабел-ду-Уэсти
Санта-Изабел-ду-Уэсти (порт. Santa Izabel do Oeste) — муниципалитет в Бразилии, входит в штат Парана. Составная часть мезорегиона Юго-запад штата Парана. Входит в экономико-статистический микрорегион Капанема. Население составляет 11 120 человек на 2006 год. Занимает площадь 321,169 км². Плотность населения — 34,6 чел./км².

## История
Город основан 29 ноября 1963 года.

## Статистика
- Валовой внутренний продукт на 2003 год составляет 107 923 411,00 реалов (данные: Бразильский институт географии и статистики).
- Валовой внутренний продукт на душу населения на 2003 год составляет 9474,45 реалов (данные: Бразильский институт географии и статистики).
- Индекс развития человеческого потенциала на 2000 год составляет 0,767 (данные: Программа развития ООН).